# Тхапа, Бхимсен
Бхимсен Тхапа (непальск. भीमसेन थापा; август 1775, Пипал Тхок, Непал — 5 августа 1839, берег реки Бишнумати, Непал) — непальский государственный деятель, премьер-министр Непала (1806—1837).

## Биография
Бхимсен Тхапа родился в августе 1775 года в деревне Пипал Тхок в семье Амара Сингха Тхапы. Его дедом был Бир Бхадра Тхапа, придворный в армии Притхвинараяна.
У Бхимсена было четыре брата — Наин Сингх, Бахтавар Сингх, Амрит Сингх и Ранбир Сингх. От мачехи у него было два брата — Ранбам и Ранзавар. Хотя неизвестно, когда Бхимсен женился, у него было три жены, от которых у него родился сын, умерший в раннем возрасте в 1796 году, и три дочери — Лалита Деви, Джанак Кумари и Диргха Кумари. Отсутствие сына заставило его усыновить Шер Джанга Тхапу, сына своего брата Наина Сингха Тхапы.
В 1798 году отец отвёз его в Катманду и зачислил в качестве телохранителя короля. В Катманду Бхимсен поселился в Тапатали, после чего жил в Баг Дурбаре недалеко от Тундикхела, став каджи.